# 1659 Punkaharju
1659 Punkaharju è un asteroide della fascia principale del diametro medio di circa 31,21 km. Scoperto nel 1940, presenta un'orbita caratterizzata da un semiasse maggiore pari a 2,7821173 UA e da un'eccentricità di 0,2591721, inclinata di 16,48225° rispetto all'eclittica.
L'asteroide prende il nome dall'istmo di Punkaharju, in Finlandia.